# كبريتيد النيوبيوم الرباعي
كبريتيد النيوبيوم الرباعي (أو ثنائي كبريتيد النيوبيوم) هو مركب كيميائي لاعضوي صيغته NbS2، ويوجد على هيئة صلب بلوري أسود.

## التحضير
يحضر هذا المركب من التفاعل المباشر بين عنصري النيوبيوم والكبريت عند درجات حرارة تتراوح بين 700 - 1000 °س.
{\displaystyle {\ce {Nb + 2 S -> NbS2}}}

## الخواص
يوجد المركب في الشروط القياسية على هيئة مسحوق بلوري أسود، وتتميز بنيته بأن ذات نظام بلوري ثلاثي متساوي الأحرف. وتكون البنية على هيئة طبقات ذات خواص موصلية فائقة، وتكون فيها درجة الحرارة الانتقالية بين 2 - 6 كلفن.